# 이승일 (배우)
이승일(1994년 6월 17일 ~ )은 대한민국의 배우이다.

## 출연작

### 드라마
- 《팽》 (2021년, 웹드라마) - 전우상 역
- 《내가 가장 예뻤을 때》 (2020년, MBC) - 김인호 역
- 《트웬티 트웬티》 (2020년, 웹드라마) - 권기중 역
- 《열여덟의 순간》 (2019년, JTBC) - 주현장 역
- 《절대 그이》 (2019년, SBS) - 마귀훈 역
- 《사랑병도 반환이 되나요》 (2019년, 웹드라마) - 현수 역

### 영화
- 《아부쟁이》 (2022년) - 승일 역
- 《럭키 몬스터》 (2020년) - 불량학생 1 역
- 《화이트데이》 (2019년) - 노대영 역